# 제47회 일본 중의원 의원 목록
다음 목록은 제47회 일본 중의원 의원들을 나열한 것이다. 나열된 의원들은 2014년 12월 14일에 실시된 총선거나 그 이후 실시된 재보궐선거에서 선출되었다.

## 같이 보기
- 일본 중의원 의원 목록